# Asociación religiosa

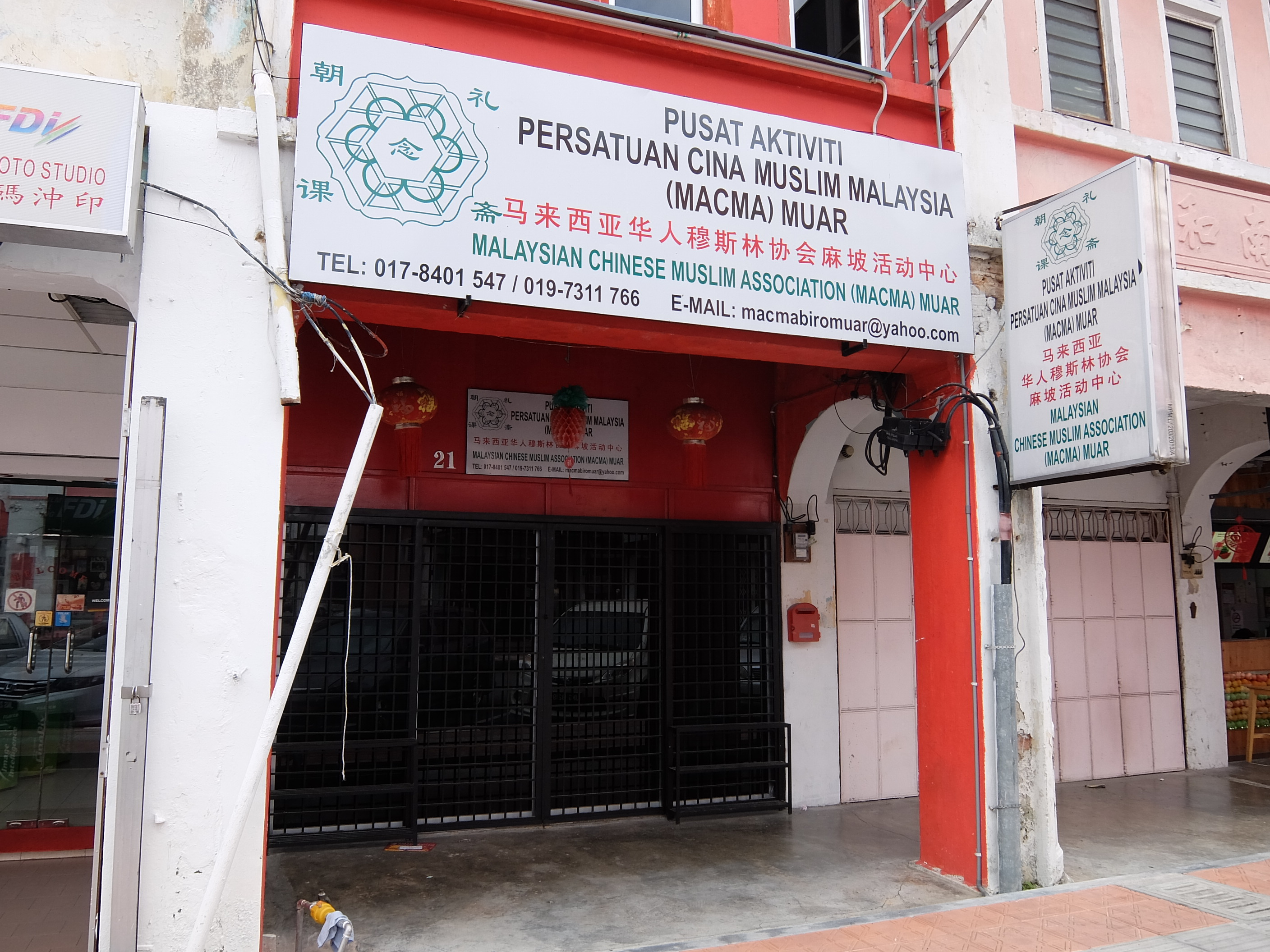
Asociación Musulmana China de Malasia, Bandar Maharani, Muar, Johor, MalasiaAsociación Musulmana China de Malasia, Bandar Maharani, Muar, Johor, Malasia

Una asociación religiosa, organización religiosa o comunidad religiosa es una organización de un conjunto de personas que se adquieren o apoyan a una misma religión. 
Las actividades religiosas que cuentan con alguna infraestructura deben ser gestionadas por grupos organizados establecidos a varios niveles, desde el puramente local, hasta el nacional o internacional. Las comunidades más pequeñas pueden ser parte de comunidades religiosas más grandes, incluso globales. El término puede usarse para todas las religiones.

## Funciones principales
Entre sus funciones pueden encontrarse: 
- Mantenimiento de lugares de culto, como mezquitas, iglesias, templos, sinagogas, capillas u otros edificios o lugares de reunión.
- Pago de salarios a líderes religiosos, como sacerdotes católicos, sacerdotes hindúes, ministros cristianos, imanes o rabinos.
- Formación, nombramiento o propuesta de líderes religiosos, establecimiento de un corpus de doctrina, disciplina de los líderes y seguidores con respecto a la ley, determinación de calificación para hacerse miembro.

## Estatus legal

### Organizaciones públicas
Algunos países dirigen las actividades de una o más religiones como parte de la administración del Estado, o como organizaciones externas estrechamente soportadas por el gobierno. 

### Organizaciones privadas
En algunos países, la ley prohíbe al gobierno establecer o apoyar religiones mediante la separación Iglesia-Estado, aunque puede haber excepciones a tales reglas. Las religiones, por tanto, necesariamente deben ser soportadas por organizaciones privadas, generalmente financiadas por quienes asisten a sus servicios.

## Definiciones sociológicas
La sociología de la religión, generalmente, divide las organizaciones religiosas en tres tipos: 
- Iglesia: generalmente el más grande de los tipos de organizaciones religiosas, jerárquica, usualmente gobernada autocráticamente. El clero es un grupo separado y especializado.
- Denominación: estructura democrática o jerárquica con clero profesional y cooperación con otras organizaciones religiosas.
- Secta: generalmente el más pequeño de los tipos, democrática o autocrática, compacta con membresía adquirida por la elección o experiencia de conversión. Pequeña diferencia entre el clero y otros miembros. Las funciones espirituales a menudo se realizan de manera casual por no profesionales.